# Phyllurus ossa
Phyllurus ossa är en ödleart som beskrevs av  Patrick J. Couper COVACEVICH och MORITZ 1993. Phyllurus ossa ingår i släktet Phyllurus och familjen geckoödlor. IUCN kategoriserar arten globalt som livskraftig. Inga underarter finns listade i Catalogue of Life.